# Neubrücker Hütte

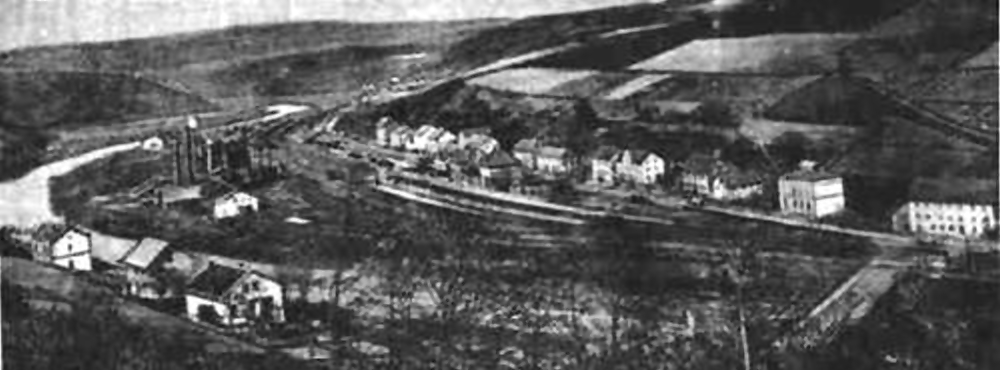
Neubrücke um 1880 mit der Eisenhütte

Die Neubrücker Hütte (auch Finnentroper Hütte, Neu-Oeger-Hütte oder Neubrücker Eisenwerk) war ein Eisenhüttenwerk in Neubrücke, dem heutigen Finnentrop. Das Werk bestand von 1858 bis 1901 und lag im Bereich des heutigen Lenneparks westlich des Finnentroper Bahnhofs.

## Geschichte
Das Gebiet des heutigen Kreises Olpe war bereits in der frühen Neuzeit ein Zentrum der Eisenproduktion und -verarbeitung im Herzogtum Westfalen. Im Zuge der Industrialisierung und dem Übergang zur Steinkohleverhüttung kam es wegen des fehlenden Anschlusses an das Eisenbahnnetz zum Niedergang der meisten Werke in der Mitte des 19. Jahrhunderts. Statt der Nähe zu den Rohstoffen wurde die verkehrsgünstige Lage zum ausschlaggebenden Standortfaktor. Die geplante Ruhr-Sieg-Eisenbahn löste seit den 1850er Jahren entlang der wahrscheinlichen Strecke verschiedene Neugründungen aus. Dazu zählten die Hofolper Hütte, die Carolinenhütte, die Germaniahütte und die Neubrücker Hütte.
Diese wurde 1858 von dem Neu-Oeger Bergwerks- und Hütten-Actien-Verein gegründet. Die ursprünglichen Werksanlagen wurden 1863 und 1870 um weitere Hochöfen erweitert. Damit war dies der einzige Hüttenbetrieb im Olper Land mit drei Hochöfen. Hergestellt wurde Roheisen und zwischen 1866 und 1871 in geringerem Umfang auch Spiegeleisen. Mit Roheisen wurde auch das benachbarte Walz- und Puddelwerk der Familie Bonzel (später von Wolf Netter & Jacobi übernommen, aufgegangen in der Mannesmann-Stahlblechbau-AG, heute thyssenkrupp Steel Europe) beliefert. Von Beginn an wurde nicht wie bei den vorindustriellen Werken Wasserkraft, sondern Dampfkraft in der Produktion eingesetzt.
Die nötigen Erze kamen anfangs aus der näheren Umgebung. Später wurde vor allem Erzgestein aus dem Raum Wetzlar verhüttet. Anfangs florierte das Unternehmen. Die Produktionsspitze lag bei 18.035 t Roheisen im Jahr 1868. Der Neu-Oeger Bergwerks- und Hütten-Actienverein ging am 20. September 1876 in Konkurs, daher ruhte der Betrieb, bis am 14. November 1882 die OHG Finnentroper Hütte Kaiser Franz & Cie. die Produktion wieder aufnahm. Zum 1. Januar 1886 erfolgte die Umgründung des Werkes selbst von einer offenen Handelsgesellschaft zu einer Aktiengesellschaft. Das nötige Kapital von 300.000 Mark brachten achtzehn Aktionäre aus dem Siegerland auf.
Im Jahr 1900 ging das Werk in den Besitz der Westfälischen Stahlwerke Bochum über. Zu dieser Zeit wurden mit einer Belegschaft von etwa 40 Arbeitern etwa 12.000 t Roheisen pro Jahr produziert. Schon 1901 wurde der Betrieb endgültig stillgelegt. Ein Großteil der Arbeiter wechselte zum nahen Werk von Wolf Netter & Jacobi. Die Werksanlagen verfielen und wurden 1907 gesprengt. Das ehemalige Verwaltungsgebäude wurde erst 2013 abgebrochen. Eine Erzpoche des Betriebes wurde wahrscheinlich in Finnentrop abgebaut und in Fretter als Knochenmühle wieder aufgebaut. Das Gelände erwarb 1908 der Preußische Eisenbahn-Fiscus zur Erweiterung des Güterbahnhofes und wegen des geplanten Baus der Strecke Finnentrop–Wennemen.